# Henri Barbusse
Henri Barbusse (Asnières, 17 de maio de 1873 - Moscovo, 30 de Agosto de 1931) foi um escritor francês.
O seu romance Le feu (1916), em protesto contra a guerra, obteve êxito mundial. Mais tarde Barbusse tornou-se comunista.